# Dekanat Olsztyn V – Kormoran
Dekanat Olsztyn V – Kormoran – jeden z 33 dekanatów w rzymskokatolickiej archidiecezji warmińskiej.

## Parafie
W skład dekanatu wchodzi 5 parafii:
- parafia Znalezienia Krzyża Świętego – Klebark Wielki
- parafia św. Walentego – Klewki
- parafia Chrystusa Odkupiciela Człowieka – Olsztyn
- parafia Miłosierdzia Bożego – Olsztyn-Nagórki
- parafia św. Michała Archanioła – Purda

## Sąsiednie dekanaty
Barczewo, Olsztyn I – Śródmieście, Olsztyn IV – Jaroty, Pasym